# 円すいころ軸受

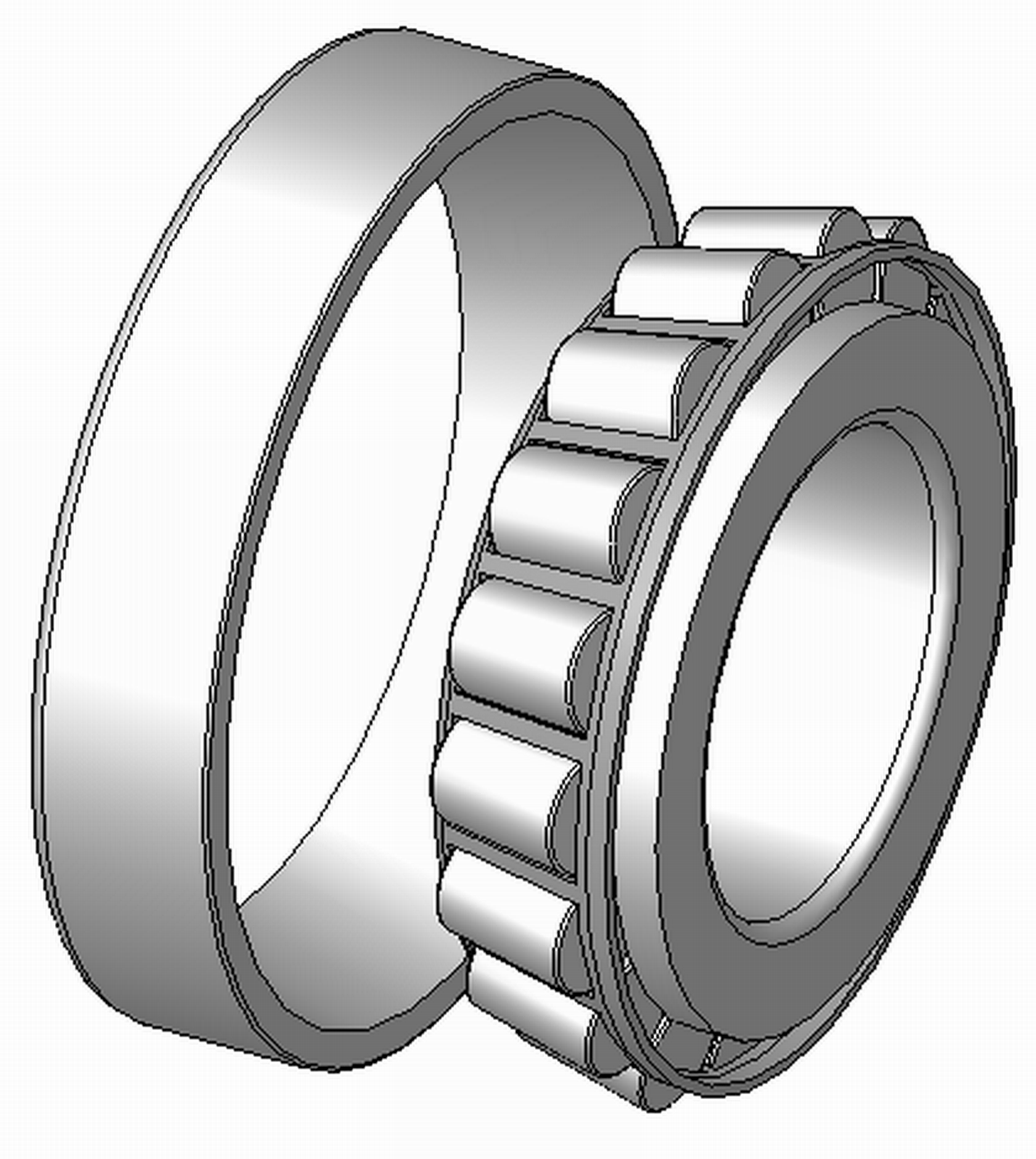
円すいころ軸受

円すいころ軸受の原理は、接する2つの円すいは滑ることなくお互いの周りを回転できることによる

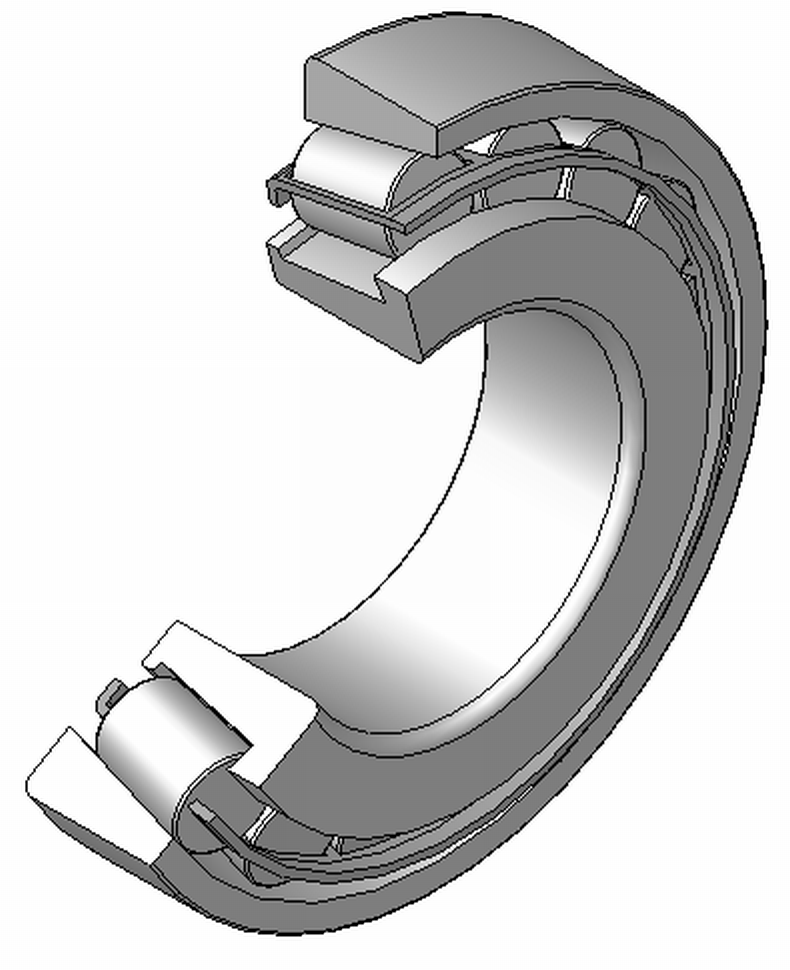
円すいころ軸受の切断図

円すいころ軸受（えんすいころじくうけ）は軸受の一種で、半径方向の力に加えて、スラスト軸受の様に軸方向の力を支持することができる。 英語のTapered Roller Bearingから、テーパーローラーベアリングとも呼ばれる。

## 構造
円すいの一部の形をした面を持つレース（race）と呼ばれる内側と外側の環状の部品が、同じく円錐台形のころを挟み込む形状を持ち、すべての円すいの頂点は軸受の中心軸上の1点に集まる。
この円すい形状により、接触線を長く取ることができ、点接触となる玉軸受よりも大きな力を受けることができる。ころとレースの接線上の速度は同一となるため、滑りが発生しない。
ころが回転せずに滑った場合は摩擦がころとレースの間に摩擦が発生する。摩擦による摩耗は各部品の精度を低下させ、さまざま問題の原因となるため、滑りのない回転がこの種の軸受では理想とされる。
内側のレースに設けられたガードが回転モーメントでころが抜け出すことを防ぐ。
円すいの角度が大きいほど、強い軸方向の力に耐えられるものとなる。
円すいころ軸受は外側レース、内側レース、ころと保持器からなる部品、の3つに分離することができる。内側レースところ、保持器をコーンと呼び、外側レースをカップと呼ぶことがある。コーンとカップには組み付け時軸方向に隙間ができる。
メートル単位系で製作された円すいころ軸受の識別方法はISO 355に定義されている。

## 歴史
1895年3月23日、アメリカ合衆国インディアナ州ウィルモットで農夫と大工を営むジョン・リンカーン・スコットが馬車の車輪の効率を上げるために発明した円すいころ軸受の特許を取得している。1898年にヘンリー・ティムケンが円すいころ軸受に関する別の特許を取得した
。このころ、ティムケンはセント・ルイスで客車の製造を営んでおり、客車のばねに関する3件の特許を持っていた。この円すいころ軸受に関する特許で、ティムケンの会社は大きく発展することになった。
円すいころ軸受の発明は古代から大きな進化が見られなかった車軸の軸受け構造に大きな変化をもたらしたことから、19世紀末の技術的ブレークスルーの1つとされている。それまで使われていた軸受は平軸受と呼ばれるもので、軸を収めた箱に封入された潤滑材に依存し、適切に給脂が行われなければ摩擦熱により破壊に至るものだった
。ティムケンの発明したカップとコーンが分離でき、ころが傾斜した構造により、軸方向の力と半径方向の力が均等にカップとコーンに負荷され、軸受けの摩擦が大幅に軽減された。

## 用途
多くの用途で、円すいころ軸受は背中合わせに組み合わせて使われる。
背中合わせに組み合わされた2つの円すいころ軸受は軸方向と半径方向の双方の大きな力を受けなければならない車軸に多く使われ、軽負荷で比較的低回転の用途から耐久性が求められる重負荷の用途まで各種の用途に用いされる。農業、鉱業、建設機械などの車軸、歯車、エンジン、減速機などにも広く用いられる。